# Gare d’Ormoy-Villers
Gare d’Ormoy-Villers vasútállomás Franciaországban, Ormoy-Villers településen.

## Vasútvonalak
Az állomást az alábbi vasútvonalak érintik:
- La Plain-Hirson-vasútvonal

## Kapcsolódó állomások
A vasútállomáshoz az alábbi állomások vannak a legközelebb:
- Gare de Nanteuil-le-Haudouin (Paris Gare du Nord, Transilien Linie K)
- Gare de Crépy-en-Valois (Gare de Crépy-en-Valois, Transilien Linie K)